# Modiolus phaseolinus
Modiolus phaseolinus är en musselart. Modiolus phaseolinus ingår i släktet Modiolus och familjen blåmusslor. Inga underarter finns listade i Catalogue of Life.